# Max Gerbig
Max Gerbig (* 1. Oktober 1884 in Leipzig; † 29. Juli 1941) war ein deutscher Politiker (KPD). Er war Mitglied des ZK der KPD.

## Leben
Gerbig erlernte von 1898 bis 1902 das Tischlerhandwerk und ging anschließend auf Wanderschaft. Im Ersten Weltkrieg leistete er Kriegsdienst. 1919 trat er der USPD bei und ging mit deren linkem Flügel 1920 zur KPD. 
Gerbig wirkte ab 1924 als hauptamtlicher Parteifunktionär und gehörte zu den führenden Linken in der Leipziger KPD. Als Mitglied der KPD-Bezirksleitung Westsachsen war er mit deren Mehrheit unter Artur Vogt 1925 Anhänger der Ultralinken, später der sogenannten „Weddinger Opposition“, deren Hochburgen sich in Berlin, in der Pfalz und in Westsachsen befanden. Er vertrat die Leipziger Gruppe der „Weddinger Opposition“ auf dem XI. Parteitag im März 1927 in Essen und wurde für sie – neben Adolf Betz (Pfalz) – ins ZK der KPD gewählt. Gerbig wandte sich jedoch Anfang 1928 von dieser innerparteilichen Opposition ab und ging zur ZK-Mehrheit über. Auf dem XII. Parteitag der KPD 1929 in Berlin wurde er nicht wieder ins ZK gewählt. Gerbig wurde Leiter der Roten Hilfe in Westsachsen. Nach dem Zusammenschluss der sächsischen Parteibezirke Ost-, Westsachsen und Erzgebirge-Vogtland zum Bezirk Sachsen im Dezember 1929 gehörte er der Unterbezirksleitung Leipzig an und war vor allem unter den Arbeitslosen aktiv.